# The Daily Show

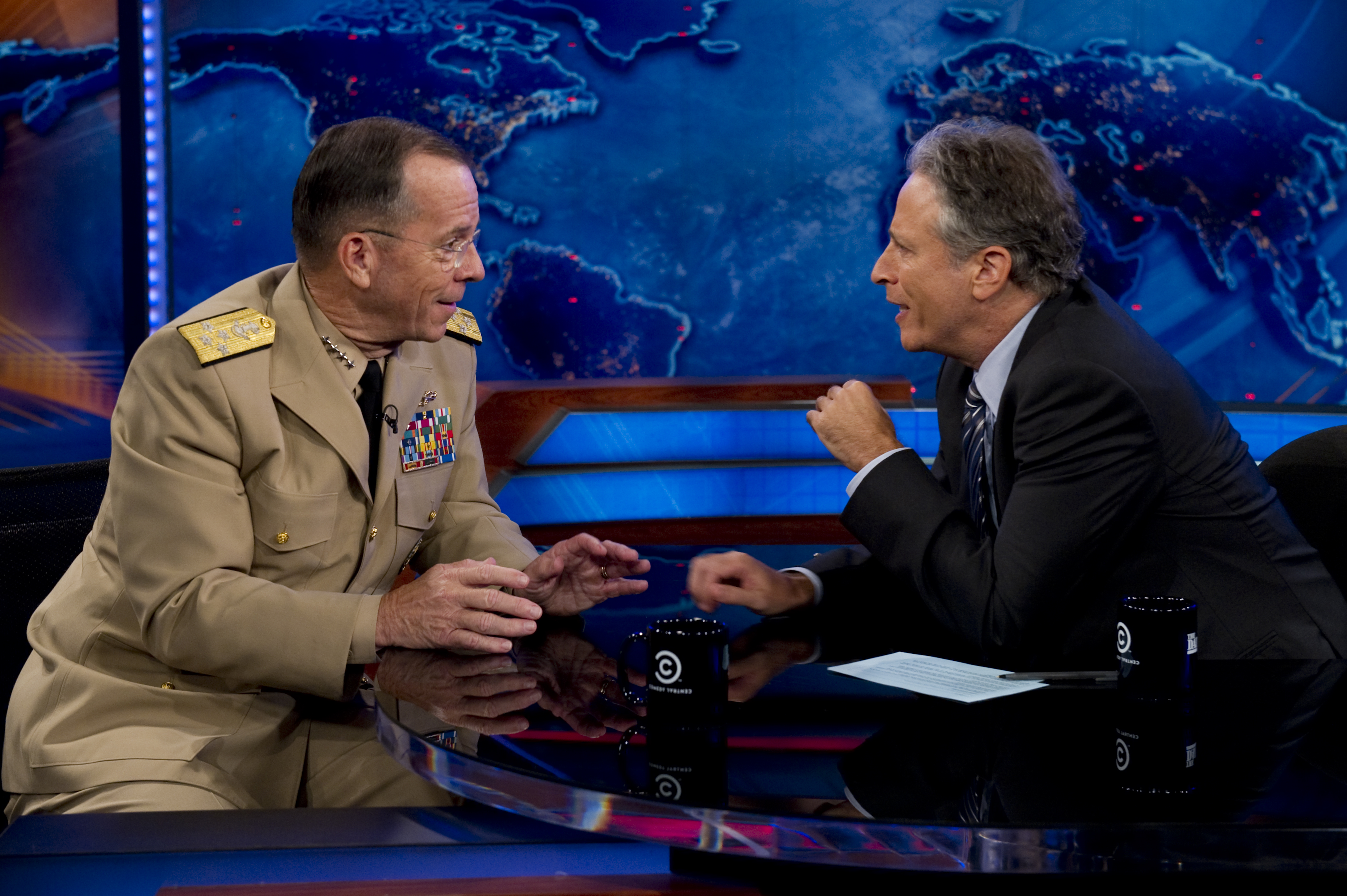
Jon Stewart intervjuar Michael Mullen i The Daily Show 2011.

The Daily Show är ett amerikanskt halvtimmeslångt TV-program som produceras av Comedy Central. Programmet har belönats med utmärkelser som Peabody (för presidentvalsbevakningen 2000 och 2004) och flera Emmys (2003, 2004, 2005, 2006, 2007, 2008).
The Daily Show har programletts av Craig Kilborn, Jon Stewart och Trevor Noah och är det program på Comedy Central som har sänts längst. Sammanlagt har programmet vunnit 25 Emmy Awards.

## Historik
The Daily Show sändes första gången 22 juli 1996 med Craig Kilborn som värd. Kilborn lämnade programmet 1998 och ersattes av Jon Stewart i början av 1999. Stewart var därefter den uppmärksammade programvärden fram till slutet av 2015. Under Jon Stewarts ledning har programmet vuxit i betydelse och har de senaste åren haft många framstående politiker som gäster. Under 2007 har bland andra Pakistans president Pervez Musharraf och flera amerikanska presidentkandidater besökt programmet.
Den sydafrikanska komikern Trevor Noah utsågs till Stewarts efterträdare som programledare 2015. Efter att Trevor Noah sänt sitt sista avsnitt 8 december 2022 avvaktade kanalen med att utse en ny programledare och istället leddes programmet av en roterande grupp av gästprogramledare. Bland de återkommande programledarna fanns då Al Franken, Wanda Sykes, Leslie Jones, Hasan Minhaj, Sarah Silverman, Chelsea Handler, John Leguizamo, Marlon Wayans, Kal Penn och D.L. Hughley. Dessutom återkom Jon Stewart som programledare en gång i veckan från och med februari 2024.

## Stil
Programmet uppmärksammar, med satirisk vinkling, såväl amerikanska inrikesnyheter som internationella händelser med särskild fokus på politik. Varje avsnitt av programmet använder också någon av de många låtsaskorrespondenter som är knutna till The Daily Show. Dessa korrespondenter kommer med analyser "på plats", i likhet med hur vanlig nyhetsrapportering är utformad, men också djupare reportage där man satiriskt driver med intervjuobjekten. Under sista hälften av varje avsnitt brukar en gäst intervjuas, vilket vanligtvis är författare, politiska kommentatorer eller skådespelare.

## Namn
- The Daily Show with Craig Kilborn, 1996–1998
- The Daily Show with Jon Stewart, 1999–2015
- The Daily Show with Trevor Noah, 2015–2022

## Korrespondenter i urval
- Stephen Colbert (1997–2005)
- Mo Rocca (1998–2003)
- Vance DeGeneres (1999–2001)
- Nancy Walls (1999–2002)
- Steve Carell (1999–2005)
- Ed Helms (2002–2006)
- Rob Corddry (2002–2006)
- Samantha Bee (2003–2015)
- Dan Bakkedahl (2005–2007)
- Jason Jones (2005–2015)
- John Oliver (2006–2013)
- Rob Riggle (2006–2008)
- Aasif Mandvi (2006–2015)
- Wyatt Cenac (2008–2012)
- Olivia Munn (2010–2011)
- Al Madrigal (2011–2016)
- Jessica Williams (2012–2016)
- Jordan Klepper (2014–2017)
- Hasan Minhaj (2014–2018)
- Desi Lydic (2015– )
- Ronny Chieng (2015– )
- Roy Wood Jr. (2015–2023)
- Dulcé Sloan (2017– )
- Jaboukie Young-White (2018–2021)

Stående inslag är ståuppkomikern Lewis Blacks inslag Back in Black och författaren John Hodgmans "expertutlåtanden".
I Tyskland det finns ett program som bygger på idén av The Daily Show, ZDF:s heute-show med Oliver Welke.

## Källhänvisningar
1. 1 2 3 4 5  hämtat från: engelskspråkiga Wikipedia.[källa från Wikidata]
2. 1 2 3 4 5  A Parody Of Shows Covering Pop News (på engelska), The New York Times, 1 augusti 1996, läs online, läst: 8 mars 2021.[källa från Wikidata]
3. ↑  Constitution Day Address (på engelska), läs online, läst: 8 mars 2021.[källa från Wikidata]
4. ↑  IMDb-ID: tt0115147, läst: 1 juli 2018.[källa från Wikidata]
5. ↑  hämtat från: tyskspråkiga Wikipedia.[källa från Wikidata]
6. ↑  hämtat från: franskspråkiga Wikipedia.[källa från Wikidata]
7. ↑  Fernsehserien.de, Fernsehserien.de-ID: the-daily-show, läs online, läst: 7 juli 2020.[källa från Wikidata]
8. ↑  hämtat från: ryskspråkiga Wikipedia.[källa från Wikidata]
9. ↑  ”Everything Emmy: The nominees, reactions, snubs and analysis as HBO leads, Beyoncé scores and streaming makes inroads” (på amerikansk engelska). Los Angeles Times. 15 juli 2016. https://www.latimes.com/entertainment/tv/showtracker/la-et-st-emmy-nominations-live-updates-20160714-htmlstory.html. Läst 4 juni 2024.
10. ↑  "Jon Stewart lämnar ”The Daily Show”". Svt.se. Läst 11 februari 2015.
11. ↑  ”Trevor Noah to replace Jon Stewart on The Daily Show”. BBC. http://www.bbc.com/news/entertainment-arts-32114257. Läst 31 mars 2015.
12. ↑  Dan Heching (6 december 2022). ”Chelsea Handler, Leslie Jones and John Leguizamo to guest host ‘The Daily Show’” (på engelska). CNN. https://www.cnn.com/2022/12/06/entertainment/chelsea-handler-leslie-jones-daily-show/index.html. Läst 4 juni 2024.
13. ↑  Lacey Rose (24 januari 2024). ”Jon Stewart Returns to ‘The Daily Show’ as Host” (på amerikansk engelska). The Hollywood Reporter. https://www.hollywoodreporter.com/tv/tv-news/jon-stewart-the-daily-show-host-1235802984/. Läst 4 juni 2024.